# Aschkali
Die Aschkali (serbokroatisch Ашкалије Aškalije, auch Haškalije; albanisch Ashkali) sind eine vorwiegend muslimische Minderheit in Albanien, im Kosovo, in Montenegro, in Nordmazedonien und in Serbien. Die albanischsprachige Volksgruppe weist kulturelle Gemeinsamkeiten mit den Roma auf.

## Herkunft
In den 1990er Jahren entstanden im Kosovo im Kontext des albanischen und serbischen Nationalismus und der Kriegs- und gewaltsamen Vertreibungsvorgänge mit „Ashkali“ und „Ägyptern“ zwei bis dahin nicht existierende Minoritäten. Diese „Zigeuner“ wurden von der Mehrheitsbevölkerung im Kosovo, deren nationalistische Sprecher allein in der Mehrheit „Albaner“ sahen, gesellschaftlich und politisch kollektiv ausgegrenzt und diskriminiert. Die weiterhin als „Zigeuner“ Angesprochenen organisierten sich nun zum Teil unter dem als Ethnonym gemeinten Namen „Ashkali“ als eine Gruppe, die – ethnisch gemeint – „albanischer“ Herkunft und ohne Bezug zu Roma sei. In kurzer Zeit formierte sich mit der Demokratischen Partei der albanischen Ashkali (PDAK) unter ihrem Präsidenten Danush Ademi eine politische Vertretung und mit „Demokratische Hoffnung“ unter Agim Hyseni eine NGO.
Zugleich schufen Sprecher und Anhänger der neuen Minderheiten der „Ashkali“ und der „Ägypter“ eigenständige historische und ethnogenetische Ableitungen. Man sei – so eine Lesart – die Nachkommenschaft von Zuwanderern aus der Türkei während der osmanischen Herrschaft beziehungsweise – so eine zweite – im Gefolge des Feldzugs Alexanders des Großen nach Indien (über Aschkalon) von Ägypten aus auf den Balkan gelangt. So erkläre sich die Bezeichnung Ägypter für einen Teil von ihnen. Der Mythos erhebt den ausdrücklichen Anspruch, „Ägypter“ beziehungsweise Aschkali seien vor den Albanern die ersten Bewohner des Kosovo wie auch anderer Gebiete gewesen, sie seien demnach im Besitz älterer und höherrangiger Rechte. 
Den existierenden mythischen Angeboten ist gemeinsam, was allgemein für Herkunftsmythen gerade auch auf dem Balkan zutrifft, dass sie „(are) derived from most ancient times and relate … to the world civilisations and religions“. Die mythische Herkunft dient der Legitimation einer „ethnischen Eigenständigkeit“, vor allem in Distanzierung von der Zuschreibung „Roma“ beziehungsweise gegenüber der vor allem in der Mehrheitsbevölkerung nach wie vor üblichen, in der Regel abwertend gemeinten Etikettierung als „Zigeuner“ (albanisch magjup). Ungeachtet der innerhalb der Gesamtgruppe der „Zigeuner“ kursierenden unterschiedlichen Selbstbeschreibungen und Konzepten einer Ethnogenese abseits der Roma werden die Angehörigen der „neuen“ Gruppen der Aschkali und Ägypter mit der „alten“ Gruppe der Roma in der fachlichen Literatur wie in den minderheitspolitischen Verlautbarungen internationaler Organisationen üblicherweise zusammengeführt, häufig unter der Kurzbezeichnung RAE (= Roma, Ashkali and Egyptian).
Die Abgrenzung der „Ashkali“ und der „Ägypter“ gegeneinander ist unklar. „Ägypter“ ordnen „Ashkali“ als Teil der eigenen Minderheit ein und umgekehrt. Wechselseitig wird der Vorwurf erhoben, den jeweils anderen assimilieren zu wollen. Einig ist man sich in dem Vorwurf gegenüber „Roma“ bzw. „Zigeunern“, Assimilierungsanstrengungen von dieser Seite ausgesetzt zu sein.
Tatsächlich dürften Aschkali albanisierte Roma sein. Darauf weisen jedenfalls kulturelle Gemeinsamkeiten beider Gruppen beispielsweise in den Erwerbstätigkeiten, mündlichen Überlieferungen oder Heiratsregeln hin. Dem steht nicht entgegen, dass das Romanes für viele eine Fremdsprache, Albanisch Primärsprache, Zweitsprache oft Serbisch ist. Der Sprachverlust kleiner ethnischer Gruppen ist ein allgemeines Phänomen und keine südosteuropäische oder Roma-Besonderheit. Mit „Ägypter“ verwenden die Sprecher eine alte gemeineuropäische Bezeichnung für Roma, wie sie in „gypsies“, „gitans“ oder „gitanos“ noch lebt und auch auf dem Balkan erhalten geblieben ist, und kehren zum Ägypten-Mythos der historischen Roma zurück. Der ägyptische Herkunftsmythos war seit dem Ende des Mittelalters ein Teil der Selbstdefinition der Roma-Minderheit. Erst die wissenschaftliche Untersuchung des Romanes im ausgehenden 18. Jahrhundert deckte die reale Herkunft der Roma vom indischen Subkontinent auf, welche Erkenntnis inzwischen auch von der Minderheit selbst übernommen wurde, aber eben von einem Teil der Ashkali nicht anerkannt wird. Der Wortbestandteil kali in Ashkali entspricht dem Romanes-Wort -kale für „schwarz“ (pl.). Kale ist eine alte bis heute verbreitete Selbstbezeichnung der Roma.
Selbst offizielle Vertreter der Gruppe in Deutschland erklären, dass viele ihrer Angehörigen im Kosovo sich als albanische Roma bezeichnen. Von den Kosovo-Albanern werden sie zusammen mit den im Kosovo ansässigen Roma als eine Gruppe betrachtet. Die Roma des Kosovo betrachten sie als eine ihrer Teilgruppen.
Die Selbstzuordnung kann in einer Familie weit auseinandergehen. Als „textbuch example“ bezeichnen die Ethnologen Elena Marushiakova und Vesselin Popov den Fall, dass von drei Brüdern sich einer als „Ägypter“, der zweite als „Rom“ und der dritte als „Albaner“ bezeichnete. Es ist auch zu sehen, dass Individuen zwischen den Gruppen nach Bedarf wechseln, die Gruppen ineinander übergehen und entgegen der minderheitspolitischen Selbstdarstellung real nicht gegeneinander abgrenzbar sind.

## Aschkali im Kosovo
Vor dem Ausbruch des Kosovokrieges beteiligten auch Aschkali sich an Streiks und Straßenaktivitäten gegen die jugoslawische bzw. die serbische Regierung. Dabei waren sie nicht anders als die albanischen Gegner der Regierung repressiven Maßnahmen ausgesetzt.
Während des Kriegs wurde aus der albanischen Mehrheitsbevölkerung heraus der Vorwurf erhoben, die Aschkali hätten mit der serbischen Minderheit kooperiert. Es kam zu schweren Pogromen gegen Roma, zu Plünderungen, zum Niederbrennen von Ansiedlungen sowie zur Vertreibung durch bewaffnete Gruppen und andere Angehörige der albanischen Mehrheitsbevölkerung. Viele Aschkali-Gemeinschaften wurden zerstört und oft eigneten sich Angehörige der Mehrheitsbevölkerung deren Grundbesitz und Immobilien an.
In der Sprache der internationalen Organisationen werden Aschkali, „Ägypter“ und alle anderen Roma unter dem Kürzel „RAE“ (= Roma, Ashkali, Egyptians) zusammengefasst und der europäischen Gesamtminderheit zugeordnet.

## Aschkali in Nachbarstaaten des Kosovo
Bei der Volkszählung von 1994 in Nordmazedonien bezeichneten sich selbst 3169 Personen als „Ägypter“. Sie wohnen hauptsächlich in den Gemeinden Ohrid, Struga, Kičevo, Resen und Debar. Primärsprache der „Ägypter“ in Ohrid, Struga, Resen und Debar ist Albanisch. In Bitola ist es Türkisch, in Kičevo Mazedonisch.
In Albanien wurden Ashkali – im Gegensatz zu den Ägyptern – bisher nicht bei Volkszählungen als eigene Ethnie ausgewiesen.